# Zezé (1957–2008)
Zezé, właśc. Antônio José da Silva Gouvéia (ur. 30 czerwca 1957 w Muraié, zm. 30 grudnia 2008 w Recreio) – brazylijski piłkarz, występujący podczas kariery na pozycji napastnika.

## Kariera klubowa
Zezé karierę piłkarską rozpoczął w klubie Bangu AC w 1975 roku. Najlepszy okres w swojej karierze Zezé spędził we Fluminense FC, gdzie grał w latach 1976–1981. We Fluminense 16 października 1977 w wygranym 5-0 wyjazdowym meczu z Desportivą Cariacica Zezé zadebiutował w lidze brazylijskiej. Z Fluminense dwukrotnie zdobył mistrzostwo stanu Rio de Janeiro – Campeonato Carioca w 1976 i 1980 roku. Łącznie w barwach Flu rozegrał 259 spotkań, w których strzelił 81 bramek.
W 1982 roku był zawodnikiem Guarani FC. W Guarani 15 kwietnia 1982 w przegranym 2-3 meczu z CR Flamengo Zezé po raz ostatni wystąpił w lidze. Ogółem w latach 1976–1982 w lidze brazylijskiej wystąpił w 80 meczach, w których strzelił 20 bramek. Później występował m.in. CR Flamengo, Cearze SC, Américe FC (MG), XV de Piracicaba czy EC Santo André. Karierę piłkarską Zezé zakończył w Paduano Santo António de Lisboa w 1992 roku.

## Kariera reprezentacyjna
Zezé w reprezentacji Brazylii zadebiutował 17 maja 1979 w wygranym 6-0 towarzyskim meczu z reprezentacją Paragwaju. W tym samym roku był w kadrze Brazylii na Copa América 1979, na którym Brazylia zajęła trzecie miejsce. Na tym turnieju wystąpił w meczu z Paragwajem, który był jego drugim i ostatnim meczem w reprezentacji.
| Mecze i gole w reprezentacji | Mecze i gole w reprezentacji | Mecze i gole w reprezentacji | Mecze i gole w reprezentacji | Mecze i gole w reprezentacji | Mecze i gole w reprezentacji | Mecze i gole w reprezentacji |
| #                            | Data                         | Miasto                       | Przeciwnik                   | Gol                          | Wynik                        | Rozgrywki                    |
| ---------------------------- | ---------------------------- | ---------------------------- | ---------------------------- | ---------------------------- | ---------------------------- | ---------------------------- |
| 1.                           | 17.05.1979                   | Rio de Janeiro               | Paragwaj                     |                              | 6:0                          | towarzyski                   |
| N1.                          | 05.07.1979                   | Salvador                     | Bahia                        |                              | 1:1                          | towarzyski                   |
| 2.                           | 31.10.1979                   | Rio de Janeiro               | Paragwaj                     |                              | 2:2                          | Copa América 79              |